# Nick Pope
Nicholas David Pope (19 d'abril de 1992) és un futbolista professional anglès que juga com a porter pel Newcastle United FC de la Premier League i la selecció nacional anglesa.
Pope va començar la seva carrera a l'acadèmia juvenil de l'Ipswich Town i quan va complir setze anys se'n va anar al Bury Town. Va fitxar pel club de la League One Charlton Athletic el maig de 2011, abans de passar temporades cedit al Harrow Borough, Welling United, Cambridge United, Aldershot Town, York City i Bury FC. Es va unir a l'equip de la Premier League Burnley el juliol de 2016.

## Carrera en equips

### Inicis de carrera
Nascut a Soham, Cambridgeshire, Pope va assistir al King's School a Ely. Titular d'un abonament de temporada de l'Ipswich Town, va començar la seva carrera a l'acadèmia del club i hi va romandre fins que va complir setze anys. Després de deixar l'Ipswich, va unir-se al club de la Non-League Bury Town el 2008. Havent desafiat i reemplaçat temporalment Marcus Granham, Pope va demostrar que era capaç en aquell nivell quan va dur el dorsal número u pel Bury Town en un seguit de partits del primer equip després de debutar per l'equip quan tenia només setze anys. L'entrenador Richard Wilkins el va descriu com "el jugador amb més talent natural de la West Suffolk Sports Academy i Bury Town" i va dir "penso honestament que Nick Pope pot arribar a dalt de tot." Pope també era membre de l'equip del West Suffolk College i ha representat l'equip d'England Colleges.

### Charlton Athletic
El 24 de maig de 2011, el club de la League One Charlton Athletic va fitxar-lo després que fos vist per observadors durant una victòria 2-1 contra el Billericay Town. Després va ser convidat a passar un període de prova amb el Charlton. Després d'impressionar el personal tècnic durant la prova, va signar un contracte de dos anys després que els dos clubs pactessin una compensació, que incloïa que el Charlton jugués un amistós de l'equip de Suffolk la pretemporada 2012-2013. Charlton també va pagar perquè Pope obtingués un grau en ciències esportives a la Universitat de Roehampton així com altres cursos que havia de cursar a la Universitat de Nottingham abans de fitxar pel Charlton. El 7 de febrer de 2012, Pope va signar un nou contracte de dos anys amb el Charlton. Va debutar amb el Charlton i professionalment el 4 de maig de 2013, en l'últim partit de la temporada 2012-2013, com a substitut al minut 71 de David Buffon en una victòria 4-1 a casa contra el ja descendit al Championship Bristol City.
Pope va signar un nou contracte de tres anys amb el Charlton el setembre de 2013, i va comentar que "és un gran club per la qual cosa tenir una assegurança de futur a llarg termini, per mi, com a jugador formant-se, és una cosa que es busca".
El 5 de juny de 2014, Pope va signar un contracte de quatre anys, assegurant el seu futur al Charlton fins al juny de 2018.

#### Períodes cedit

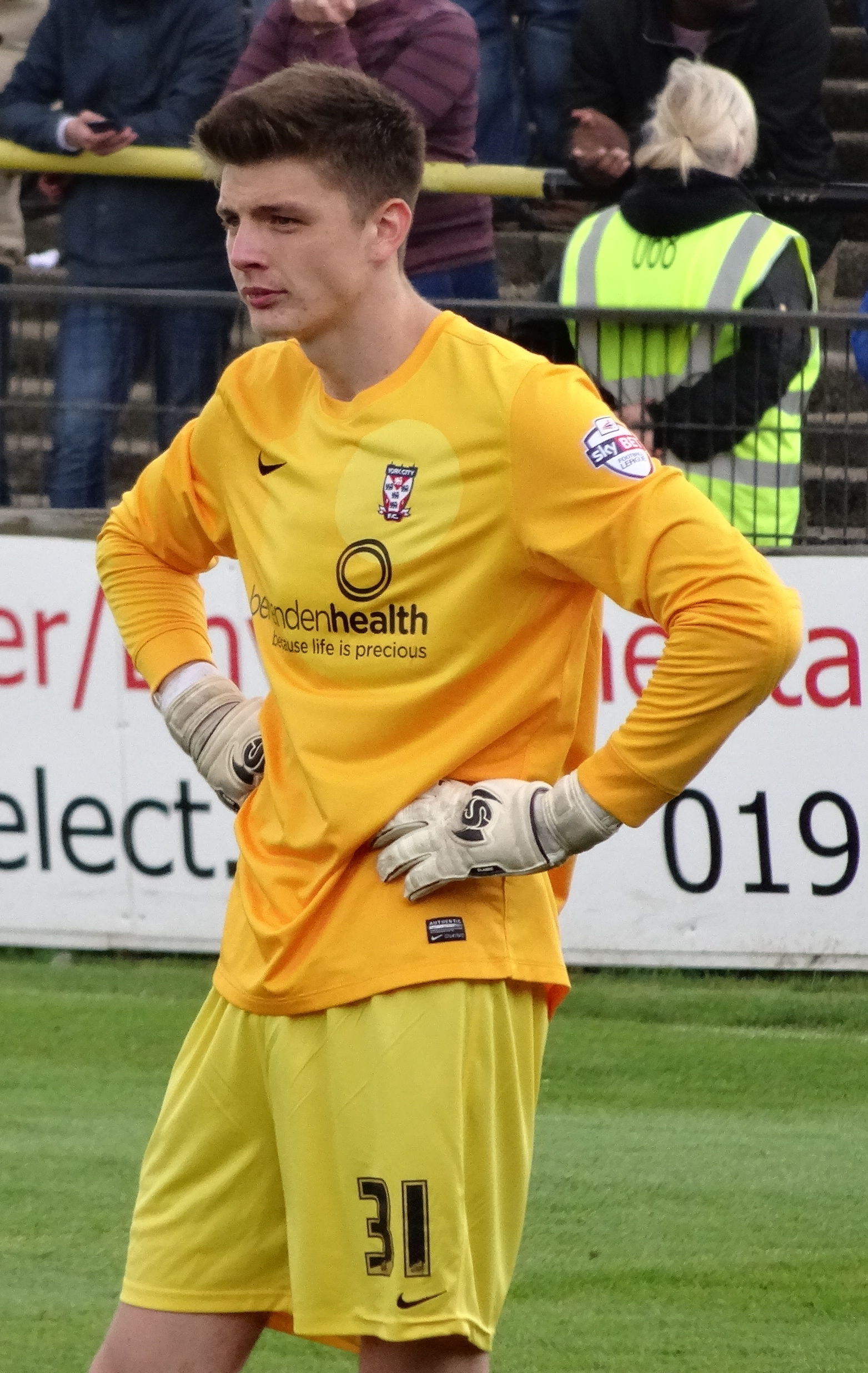
Pope jugant pel York City el 2014.

L'agost de 2011, Pope va unir-se a l'equip de la primera divisió de l'Isthmian League Harrow Borough en cessió fins al 17 de setembre de 2011. Mentre era allà, Pope no va encaixar cap gol en tres partits i va aturar dos penals en 19 partits. Pope havia de fitxar pel club de la Conference Premier Kettering Town el desembre de 2011, però l'acord no va poder tirar endavant, ja que el Kettering tenia prohibit fitxar. Com a resultat, va unir-se al club de la Conference South Welling United el 21 de desembre de 2011 en una cessió de 28 dies. El 7 de març de 2013, Pope va fitxar pel Cambridge United de la Conference Premier per una cessió d'un mes. Mentre era al club, va jugar nou partits, sense encaixar cap gol en quatre partits.
El 26 de setembre de 2013, Pope va fitxar pel club de la Conference Premier Aldershot Town cedit per un mes. Va estar cedit al club de la League Two York City el 21 de novembre de 2013 durant un mes, però va ser tornat a cridat després de només dos partits pel Charlton. El 16 de gener de 2014, Pope va tornar cedit al York per la resta de la temporada 2013-2014, sense encaixar cap gol en setze de 24 partits.
El 6 de gener de 2015 Pope va ser cedit al Bury FC per la resta de la temporada 2014-2015. Va debutar-hi en un empat a u a casa contra el Wycombe Wanderers el 17 de gener de 2015. Va jugar-hi 22 partits i el Bury va guanyar l'ascens després d'acabar tercer a la League Two.

### Burnley
El 19 de juliol de 2016 Pope es va unir a l'equip acabat d'ascendir de la Premier League Burnley FC amb un contracte de tres anys de cost desconegut. Pope va debutar a la Premier League el 10 de setembre de 2017, substituint el lesionat Tom Heaton a la primera part en una victòria 1-0 a casa contra el Crystal Palace. Va ser per primer cop titular de la Premier League la setmana següent, en un empat a 1 contra el Liverpool fora de casa. El 9 d'octubre Pope va signar un nou contracte que el mantenia al Burnley fins al juny de 2020.

## Carrera internacional
Pope va ser convocat per la selecció nacional anglesa per primer cop el 15 de març de 2018. Va ser seleccionat a l'equip de 23 homes d'Anglaterra per la Copa del Món de Futbol de 2018. Pope va debutar-hi el 7 de juny de 2018 com a substitut al minut 65 en una victòria 2-0 d'Anglaterra contra Costa Rica en un amistós abans del campionat.

## Estadístiques

### Equip
Actualitzat a finals de temporada 2017-2018
| Equip                     | Temporada           | Lliga                            | Lliga   | Lliga | Copa FA | Copa FA | Copa de la Lliga | Copa de la Lliga | Altres  | Altres | Total   | Total |
| Equip                     | Temporada           | Divisió                          | Partits | Gols  | Partits | Gols    | Partits          | Gols             | Partits | Gols   | Partits | Gols  |
| ------------------------- | ------------------- | -------------------------------- | ------- | ----- | ------- | ------- | ---------------- | ---------------- | ------- | ------ | ------- | ----- |
| Charlton Athletic         | 2011–12             | League One                       | 0       | 0     | 0       | 0       | —                | —                | —       | —      | 0       | 0     |
| Charlton Athletic         | 2012–13             | Championship                     | 1       | 0     | 0       | 0       | 0                | 0                | —       | —      | 1       | 0     |
| Charlton Athletic         | 2013–14             | Championship                     | 0       | 0     | 0       | 0       | 0                | 0                | —       | —      | 0       | 0     |
| Charlton Athletic         | 2014–15             | Championship                     | 8       | 0     | 0       | 0       | 1                | 0                | —       | —      | 9       | 0     |
| Charlton Athletic         | 2015–16             | Championship                     | 24      | 0     | 1       | 0       | 3                | 0                | —       | —      | 28      | 0     |
| Charlton Athletic         | Total               | Total                            | 33      | 0     | 1       | 0       | 4                | 0                | —       | —      | 38      | 0     |
| Harrow Borough (cessió)   | 2011–12             | Isthmian League Premier Division | 15      | 0     | 0       | 0       | —                | —                | 4       | 0      | 19      | 0     |
| Welling United (cessió)   | 2011–12             | Conference South                 | 4       | 0     | —       | —       | —                | —                | —       | —      | 4       | 0     |
| Cambridge United (cessió) | 2012–13             | Conference Premier               | 9       | 0     | —       | —       | —                | —                | —       | —      | 9       | 0     |
| Aldershot Town (cessió)   | 2013–14             | Conference Premier               | 5       | 0     | —       | —       | —                | —                | —       | —      | 5       | 0     |
| York City (cessió)        | 2013–14             | League Two                       | 22      | 0     | —       | —       | —                | —                | 2       | 0      | 24      | 0     |
| Bury FC (cessió)          | 2014–15             | Lliga Two                        | 22      | 0     | —       | —       | —                | —                | —       | —      | 22      | 0     |
| Burnley FC                | 2016–17             | Premier League                   | 0       | 0     | 3       | 0       | 1                | 0                | —       | —      | 4       | 0     |
| Burnley FC                | 2017–18             | Premier League                   | 35      | 0     | 1       | 0       | 2                | 0                | —       | —      | 38      | 0     |
| Burnley FC                | Total               | Total                            | 35      | 0     | 4       | 0       | 3                | 0                | —       | —      | 42      | 0     |
| Total de la carrera       | Total de la carrera | Total de la carrera              | 145     | 0     | 5       | 0       | 7                | 0                | 6       | 0      | 163     | 0     |

1. ↑  L'estadística de partits i gols amb el Team Bury no inclou les dades de la temporada 2008–09
2. ↑  Un partit de la Copa Alan Turvey, tres a la Copa FA
3. ↑  Partits als play-off de la EFL Football League Two

### Internacional
Actualitzat el 7 de juny de 2018
| Selecció nacional | Any   | Partits | Gols |
| ----------------- | ----- | ------- | ---- |
| Anglaterra        | 2018  | 1       | 0    |
| Total             | Total | 1       | 0    |

## Palmarès
Bury
- Tercera plaça de la promoció de la Football League Two: 2014-2015[25]

Individual
- Jugador de l'any del Burnley FC: 2017-2018[40]
- Jugador de l'any del Burnley segons els jugadors del Burnley: 2017-2018[40]